# Volkmarsen
Volkmarsen is een gemeente in de Duitse deelstaat Hessen, gelegen in de Landkreis Waldeck-Frankenberg. De stad telt 6.704 inwoners.

## Geografie
Volkmarsen heeft een oppervlakte van 67 km² en ligt in het centrum van Duitsland, iets ten westen van het geografisch middelpunt.
Allendorf (Eder) ·
Bad Arolsen ·
Bad Wildungen ·
Battenberg (Eder) ·
Bromskirchen ·
Burgwald ·
Diemelsee ·
Diemelstadt ·
Edertal ·
Frankenau ·
Frankenberg (Eder) ·
Gemünden (Wohra) ·
Haina (Kloster) ·
Hatzfeld (Eder) ·
Korbach ·
Lichtenfels ·
Rosenthal ·
Twistetal ·
Vöhl ·
Volkmarsen ·
Waldeck ·
Willingen (Upland)